# Женский клуб
«Женский клуб» — российское ток-шоу на ТНТ.

## О программе
Ток-шоу о женщинах, их интересах и проблемах. 5 остроумных ведущих говорят непринужденно об их насущных и актуальных темах. На примере своих историй они думают как справиться с жизненными проблемами. В каждом эпизоде гость, будь то эксперт или знаменитость, участвует, комментируя свое мнение и в конце они подводят итоги программы.

## Выпуски
| Номер выпуск | Дата выхода    | Тема программы                                                     | Гость выпуска     |
| ------------ | -------------- | ------------------------------------------------------------------ | ----------------- |
| 1 выпуск     | 14 ноября 2022 | Расстановка приоритетов между работой, семьей и временем для себя. | Елена Блиновская  |
| 2 выпуск     | 15 ноября 2022 | Гражданский брак.                                                  | Екатерина Гордон  |
| 3 выпуск     | 16 ноября 2022 | О том, как не стать мамой для своего партнёра.                     | Стас Костюшкин    |
| 4 выпуск     | 17 ноября 2022 | Роль отца в жизни женщины.                                         | Инна Литвиненко   |
| 5 выпуск     | 13 января 2023 | О подготовке к новому году.                                        | Азамат Мусагалиев |

## Критика
21 ноября 2022 года должен был выйти новый 6-й выпуск шоу с участием Дмитрия Диброва, как и все остальные, но вместо этого шли повторы Реальных пацанов. По многим источникам и по заявлению одной из ведущих Ксении Бородиной, что шоу исчезло из эфира из-за жалоб зрителей о неподходящем времени выхода в эфир (14:00). Чуть позже заявила, что шоу вернётся на экраны и руководство ТНТ подберёт время для показа, но время дальнейших показов так и не было выбрано.
Спустя два месяца вышел последний и заключительный выпуск единственного сезона с участием Азамата Мусагалиева, хотя он должен был выйти в декабре перед новым годом.
Предполагалось, что продолжение выйдет 17 мая по программе передач в позднее вечернее время, но никакой информации от ведущих и от руководства ТНТ и предстоящих анонсов до сих пор не поступило. В связи с чем, проект был заморожен или безвременно снят с эфира по неизвестным причинам, возможно это связано с уходом Бородиной из ТНТ и переходом на ТВ-3. По другой версии из-за низких рейтингов, смены программной политики ТНТ, продолжительного вторжения России на Украину и многочисленными санкциями.
Спустя год и месяц вместо него запустилось новое аналогичное ток-шоу «Это нормально?» с Дмитрием Дибровым и Ольгой Бузовой, которое тоже было закрыто, как и его предшественник.
По состоянию на сегодняшний день проект был признан недействительным и прекратил существование, страница программы исчезла с сайта ТНТ, а несколько единственных выпусков можно посмотреть на онлайн-платформе PREMIER только по подписке.